# 石橋廃寺
石橋廃寺（いしばしはいじ）は、岐阜県高山市国府町広瀬町字石橋にある寺院跡。2016年に日本遺産『飛騨匠の技・こころ / 国府盆地の中世社寺建築群』の構成遺産の一つとして認定されている
。

## 概要
当廃寺跡は、古墳時代から飛鳥時代の遺跡が目白押しの地区にある。6世紀から7世紀にかけて吉城郡の豪族によって建立されたとみられ、10世紀まで存続したとみられる。建立された理由や、開基、寺名、廃絶した経緯については現在のところ不明である。昭和60年から平成元年にかけて発掘調査が行われたが、その時点で宅地や農地の整備に伴って遺構が壊乱されており、伽藍配置はよく分かっていない。礎石や寺院の瓦、近畿で作られたとみられる土器など、約1万点以上の出土物が発掘されている。
寺に用いられた瓦は線刻で人物戯画が描かれたものや蓮華文の軒瓦などがあり、近隣にある光寿庵跡（出土瓦が県重文

）のものと同范であることが判明しており

、光寿庵と当寺院とは上寺・下寺の関係であったとみられている。
出土物の一部は現在国府町考古資料等収蔵庫で保管され、塔礎石は広瀬古墳の脇に設置されており、高山市の有形文化財に指定されている。この礎石の大きさから三重塔が建っていたと推測されている。

## 周辺
- 光寿庵跡
- こう峠口古墳
- 広瀬古墳
- 作料古墳
- 桜野公園